# دان لونغ
دان لونغ (بالإنجليزية: Dan Long)‏ هو لاعب كرة قاعدة أمريكي، ولد في 27 أغسطس 1867 في بوسطن في الولايات المتحدة، وتوفي في 30 أبريل 1929 في ساوساليتو في الولايات المتحدة.